# Amphoe Krasang
Amphoe Krasang (thaï : กระสัง) est un amphoe de la province de Buriram.